# Несчастное сознание
Несчастное сознание (нем. Unglückliche Bewußtsein) в философии Гегеля — этап развития Абсолютного Духа (а вместе с ним — и индивидуального сознания): утрата идеалов и опустошённость, «смерть Бога» [«Феноменология духа»: раздел 4]. Несчастное сознание приходит на смену счастливому или комичному; в истории человечества — соответствует переходу от Античности к Средневековью.
В "Феноменологии духа" несчастное сознание выступает как завершение становления самосознания - через желание, диалектику господина и раба, а также стоицизм и скептицизм. Собственно, несчастное сознание есть этап непосредственно предшествующий Разуму - то есть, такой ступени развития сознания, на которой сознание снимает различие имманентного и трансцендентного, внутреннего и внешнего, своего собственного и чужого (отчужденного), я и мира. Несчастное сознание уже понимает, что мир не есть нечто чуждое, внешнее, враждебное, абсолютно противостоящая непознаваемая вещь, оно уже поняло, что фактически то, что оно называет внешним миром, есть его собственное произведение (и наоборот: оно само есть диалектическое порождение этого мира как его самопознание), но это понимание само по себе остается абстрактным, внешним, пустым и недействительным.
Французский неогегельянец Жан Ипполит предполагал, что тема несчастного сознания является магистральной для «Феноменологии духа» Гегеля. Несчастье состоит в том, что самость знает про себя; что она отнесена к действительности, которая, в то же время, от неё удаляется. Это делается всего очевидней в моменты понимания того, что несчастное сознание вытекает из опыта скептицизма .
Н. А. Бердяев полагал, что смысл несчастного сознания у Гегеля заключается в восприятии диалектических противоречий и собственной конечности.
Ж. Валь, хронологически первый представитель французского неогегельянства, настаивал на большей значимости несчастного сознания в «Феноменологии духа», чем на уровне структуры произведения и общих заверений предлагает считать сам Гегель: Валь указывал на то, что внимательное рассмотрение данного произведения и более ранних сочинений Гегеля позволяет открыть не упоминаемое в них «несчастье сознания» — оно, в отличие от «несчастного сознания» является не преходящим формообразованием духа, гештальтом, но доминирующей характеристикой духа как такового. В данной интерпретации Валя сильно влияние Кьеркегора и общей тенденции экзистенциализации Гегеля. Соответственно своей интерпретации, Валь назвал свое произведение 1929 г. не «Несчастное сознание в философии Гегеля», как дано в имеющемся переводе на русский язык, а «Несчастье сознания в философии Гегеля» (Le Malheur de la conscience dans la philosophie de Hegel).
А. К. Секацкий предлагает различать несчастное и трагическое сознание, поскольку первое — отличает пассивность и невовлечённость.